# 绍尔班·卡拉-奥尔
绍尔班·瓦列里耶维奇·卡拉-奥尔（1966年7月18日—），俄罗斯政治人物，第2任图瓦共和国首脑。

## 生平
绍尔班·卡拉-奥尔1966年7月18日出生于图瓦共和国朝独拉。2007年起担任图瓦共和国首脑，2021年卸任。